# Грижа за себе си
За книгата на Мишел Фуко виж Библиография на Мишел Фуко.
 Тази статия е за поддържането на собственото здраве.  За книгата на Мишел Фуко вижте Библиография на Мишел Фуко.  
Грижа за себе си е поддържането на собственото здраве. Това е всяка активност на индивида, семейството или общността с идеята за подобряване или възстановяване на здравето, за лечение или превенция на заболяванията. Това включва добро хранене, самолечение, добра хигиена и прочее, като в усилията за лична грижа за здравето индивидите са подпомагани от експерти и професионалисти.

## Култура на Здравето
През 1968 г. Виктор Скумин предлага термина ″Култура на здравето
″ (1968 г.), който става широко разпространен. Основната задача на културата на здравето е да приложат новаторски здравни програми, които поддържат холистичен подход към физическото, умственото и духовно здравословно състояние.